# Barkeria strophinx
Barkeria strophinx es una especie de orquídea epífita originaria de México.

## Distribución y hábitat
Se encuentra en el estado de Michoacán de México a lo largo de  los bosques tropicales de hoja caduca en las elevaciones de 700 a 1.100 metros. 

## Descripción
Es una orquídea de pequeño a mediano tamaño, que prefiere el clima cálido, con hábito  de epífita con pseudobulbos fusiformes, envueltos por vainas escariosas y que llevan hojas erectas, coriáceas, linear-lanceoladas, acuminadas, y caducas. Florece en el invierno y principios de primavera en una infloresscencia terminal, de 10 cm de largo, paniculada, con 5 a 30  flores

## Taxonomía
Barkeria strophinx fue descrita por (Rchb.f.) Halb. y publicado en Orquídea (Mexico City), n.s., 6(8): 248. 1977.
Etimología
Ver: Barkeria
strophinx: epíteto latino que significa "cónico".
Sinónimos
- Barkeria naevosa subsp. strophinx (Rchb.f.) Halb.
- Epidendrum strophinx Rchb.f. basónimo[3][4]